# KOI-494.01
KOI-494.01是一個在2011年發現於天鵝座內的太陽系外行星候選者。如果該行星確實存在，它將以高達0.99的地球相似指數的值成為最類似地球的行星

## 特性
KOI-494.01的質量比地球高15%，半徑則比地球大5%。該行星的表面溫度與地球相當，根據克卜勒太空望遠鏡的資料，它的平均表面溫度只比地球低1℃。KOI-494.01可能不是唯一適居的行星，但卻是相當適合類人生命的行星。目前仍無法確認KOI-494.01是否實際存在，如果它真的存在，該行星距離地球也有1250光年之遙。2012年4月25日，波多黎各大學阿雷西博分校的行星適居性實驗室發表了新的地球相似指數計算結果，KOI-494.01被移出潛在適居行星列表。